# ナディーン・ストロッセン

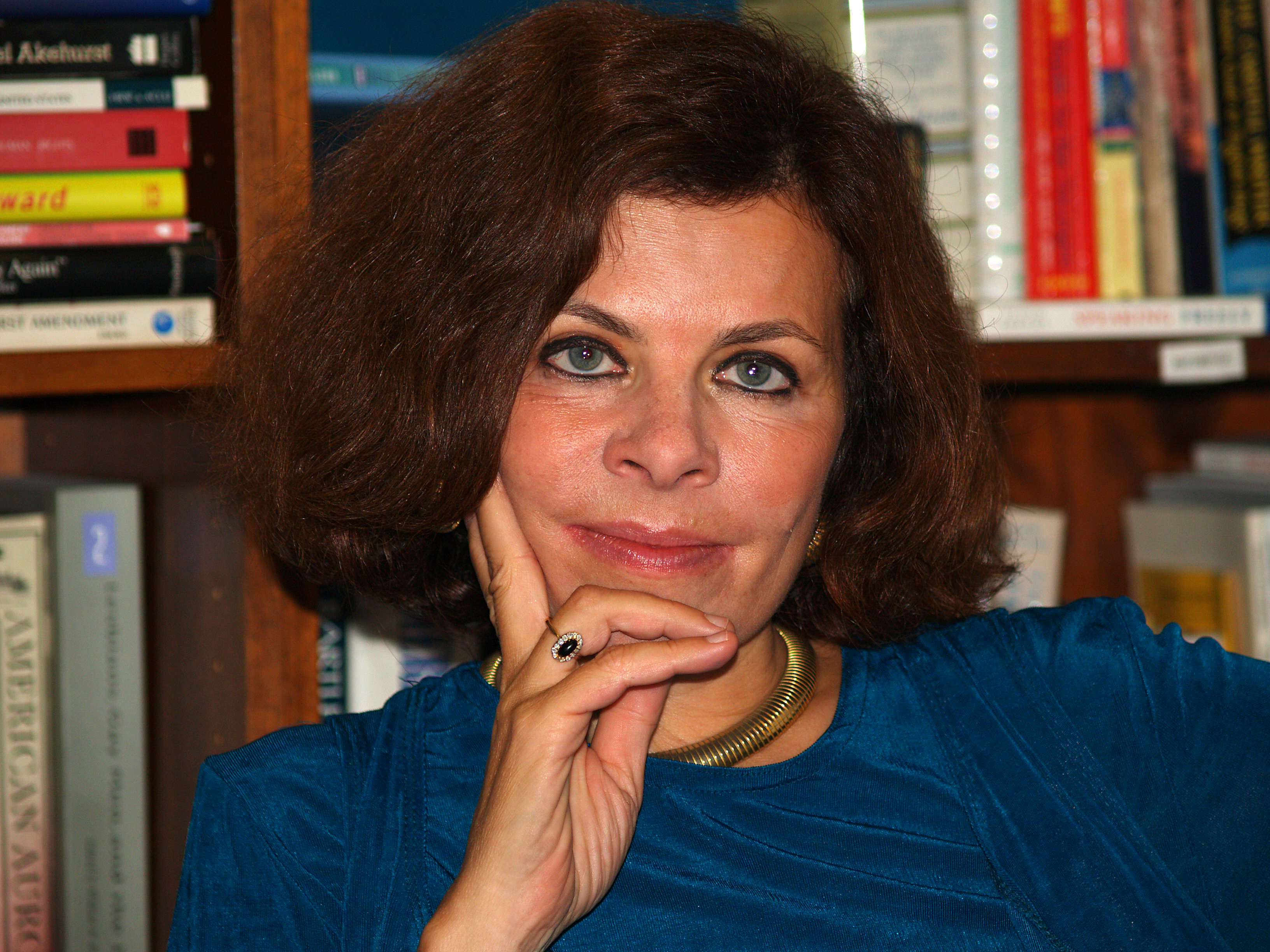
Nadine Strossen

ナディン・ストロッセン（Nadine Strossen、1950年8月18日 - ）は、アメリカ合衆国の法学者、弁護士、市民運動家。アメリカ自由人権協会（ACLU）の代表（1991年2月 - 2008年10月）。ACLU史上もっとも若い指導者であり、初の女性代表でもある。ニューヨークロースクールの教授であり、外交問題評議会の会員。『ナショナル・ロー・ジャーナル』と『ヴァニティ・フェア』によると、ビジネスリーダーまたは弁護士としてアメリカでもっとも影響力のある女性の一人である。

## 若いころ
1950年8月18日ニュージャージー州ジャージーシティに生まれる。このころの彼女とその家族の経験から、市民的自由を追求する活動のインスピレーションを得たと語っている 。「私の父はホロコーストの生き残りであり、また母方の祖父は、第一次世界大戦中、移民としてこの国に来たときに、戦争で戦うことを拒否して文字通り抵抗者になりました。」ストロッセンがインタビューで語ったところによれば、「良心的兵役拒否者であるために彼に下された判決は、ハドソン郡の裁判所を背景にして、通行人が彼につばを吐くことができるよう立っていることを強いられることでした。」ストロッセンは1972年にファイベータカッパ（全米優等学生友愛会）の会員としてハーバード大学を卒業した後、1975年にハーバード大学ロースクールを優等な成績で卒業した。ロースクールでは、ハーバードローレビューの編集長を務めた。

## 経歴
ストロッセンはミネアポリスとニューヨーク市で9年間弁護士として活動した後、1988年にニューヨーク大学ロースクールの教授となった。
1991年2月、ストロッセンは辞任した前会長のノーマン・ドーセンの後任として、アメリカ自由人権協会の会長となった。ACLU会長として年間200を超える公式声明を出し、全国メディアで頻繁に市民的自由の問題について公式のコメントを出した。彼女はアメリカのほとんど全ての主要なニュース番組に出演し、多数の賞や栄誉を受けた。2008年5月に、彼女はACLU会長の辞任を発表し、10月18日には後任としてニューヨークのブルックリンロースクールの憲法学教授であるスーザン・ハーマンが会長に就任した。
ストロッセンは、大麻の非犯罪化を推進する組織であるNORMLの活動的なメンバーであり、全国青少年権利協会（National Youth Rights Association）のメンバーであり、そして「表現の自由を求めるフェミニスト」の創設メンバーである。
2001年10月に、ストロッセンはイブ・エンスラー脚本の受賞作ヴァギナ・モノローグスにおいて、ゲストスターとして劇場デビューを果たした。

## 私生活
夫はコロンビア大学大学院の経営学教授のエリー・ノーマ。

## 著作
- Defending Pornography: Free Speech, Sex and the Fight for Women's Rights (ISBN 0-8147-8149-7)（邦訳： 松沢呉一 (監修, 監修), 岸田美貴 (翻訳) 『ポルノグラフィ防衛論 アメリカのセクハラ攻撃・ポルノ規制の危険性』）
- Speaking of Race, Speaking of Sex: Hate Speech, Civil Rights, and Civil Liberties (ISBN 0-8147-3090-6)